# ヴィッラデアーティ
ヴィッラデアーティ（伊: Villadeati）は、イタリア共和国ピエモンテ州アレッサンドリア県にある、人口約500人の基礎自治体（コムーネ）。

## 地理

### 位置・広がり
| 隣接するコムーネは以下の通り。括弧内のATはアスティ県所属を示す。 - アルフィアーノ・ナッタ - ムリゼンゴ - オダレンゴ・グランデ - オダレンゴ・ピッコロ - モンティーリオ・モンフェッラート (AT) - トンコ (AT) |

### 地震分類
イタリアの地震リスク階級 (it) では、4 に分類される
。

## 行政

### 分離集落
ヴィッラデアーティには、以下の分離集落（フラツィオーネ）がある。
- Fontanina, Lussello, Pavo, Trittango, Vadarengo, Zanco